# Cohiniac
Cohiniac é uma comuna francesa na região administrativa da Bretanha, no departamento Côtes-d'Armor. Estende-se por uma área de 12,33 km². Em 2010 a comuna tinha 360 habitantes (densidade: 29,2 hab./km²).